# Ancyluris formosissima
Ancyluris formosissima is een vlindersoort uit de familie van de prachtvlinders (Riodinidae), onderfamilie Riodininae.
Ancyluris formosissima werd in 1870 beschreven door Hewitson.